# أسب خان
بيشك هي قرية في مقاطعة هريس، إيران. عدد سكان هذه القرية هو 103 في سنة 2006.